# Lusa (agencia de noticias)
La Lusa - Agência de Notícias de Portugal, S.A. es una agencia noticiosa portuguesa y la mayor de lengua portuguesa. Se constituyó el 28 de noviembre de 1986, con la denominación de Agência Lusa - Cooperativa de Interesse Público de Responsabilidade Limitada o, simplemente Lusa - CIPRL, tras la extinción de la Agência Noticiosa Portuguesa (ANOP).  Lusa es miembro y tiene participación en la Agencia Europea de Fotografía (European Pressphoto Agency, EPA).
Lusa tiene más de 280 periodistas a su servicio, esparcidos por todo el mundo. Además de las principales ciudades de Portugal, Lusa tiene delegaciones o corresponsales permanentes en Bélgica, España, Alemania, Reino Unido, Francia, Luxemburgo, Rusia, Estonia, Guinea-Bissau, Cabo Verde, Angola, Mozambique, India, Santo Tomé y Príncipe, África del Sur, Argelia, Timor Oriental, Macao, China, Brasil, Venezuela, Estados Unidos, Canadá y Australia.
Lusa proporciona un servicio noticioso a numerosos periódicos, radios y canales de televisión portugueses. También proporciona noticias a los medios de comunicación de las comunidades portuguesas esparcidas por el mundo. A partir del 30 de enero de 2010, la agencia Lusa empezó a utilizar el Acuerdo Ortográfico de 1990 en todos los despachos de noticias.
Una actividad importante de la Lusa es también el servicio noticioso prestado a las agencias noticiosas de los Países Africanos de Lengua Oficial Portuguesa. También suscriben los servicios de Lusa diversas instituciones públicas y privadas. Es parte de la Alianza de las Agencias de Información de Lengua Portuguesa.

## Historia
La primera agencia de noticias creada en Portugal fue la Agência Noticiosa Lusitânia o, simplemente Lusitânia, creada en 1944. En 1947 se creó otra agencia, la ANI - Agência Noticiosa de Informação. En 1974, el nuevo régimen salido de la Revolución de los Claveles, extinguió a Lusitânia y nacionalizó a la ANI, transformándola en ANOP - Agência Noticiosa Portuguesa.
Debido a las dificultades financieras y otros problemas de la ANOP, el gobierno decidió extinguirla en 1982 y apoyar la creación de otra agencia, esta vez privada, la NP - Notícias de Portugal. Sin embargo la extinción de la ANOP fue vetada por el Presidente de la República y pasaron a coexistir las dos. En 1986 fueron finalmente extintas la NP y la ANOP y se creó la agencia Lusa.
A pesar de haber sido extinguida en diciembre de 1986, en un decreto-ley firmado por el entonces primer ministro, Aníbal Cavaco Silva, y promulgado por el presidente de la República, Mário Soares, el auto que determinó el "cierre del proceso de liquidación" de la ANOP, solo en marzo de 2014 fue publicado en Diário da República. Los últimos miembros de la comisión liquidadora tendrán que devolver las "remuneraciones ganadas en exceso" en 2010 y 2011. Todo porque no aplicaron los recortes del 5% en los vencimientos de los gestores públicos y equiparados, previstos en la ley, aprobada aún en 2010 en el gobierno de José Sócrates.

## Premios
El 24 de septiembre de 2010 fue entregado a Lusa el "Premio de Excelencia y Calidad de Trabajo 2010" atribuido por la Alianza Europea de las Agencias de Noticias (EANA) en la persona de su director técnico Paulo Nogueira dos Santos. En 2012, la agencia Lusa fue condecorada con la insignia de la Orden de Timor Oriental por el expresidente de Timor Oriental, José Ramos-Horta.

## Accionistas
Capital social detenido por:
| Proporção | Acionistas                    |
| --------- | ----------------------------- |
| 50,14 %   | República Portuguesa          |
| 23,36 %   | Global Media Group            |
| 22,35 %   | Impresa                       |
| 2,72 %    | Notícias de Portugal          |
| 1,38 %    | Público                       |
| 0,03 %    | Rádio e Televisão de Portugal |
| 0,01 %    | O Primeiro de Janeiro         |
| 0,01 %    | Diário do Minho               |